# ゴジラ2000 ミレニアム
『ゴジラ2000 ミレニアム』（ゴジラにせん ミレニアム）は、1999年12月11日に公開された日本映画で、ゴジラシリーズの第23作。カラー、シネマスコープ、ドルビーデジタル。監督は大河原孝夫、主演は村田雄浩。略称は『ミレニアム』。
観客動員数は200万人。

## 概要
ゴジラミレニアムシリーズの第1作。シリーズ全体を通せば、平成VSシリーズ最終作『ゴジラvsデストロイア』以来、約4年振りの公開であった。背びれが大きく鋭く強調されて斬新なデザインに一新されたゴジラが登場するほか、宇宙人ミレニアンとそれが怪獣化したオルガが登場する。主要襲撃地点は根室、茨城、東京。
世界観は平成VSシリーズから一新され、第1作『ゴジラ』から直接つながる作品となっている。平成VSシリーズと同様に怪獣同士の戦いも描かれているものの、本作品ではゴジラを描くことを主軸としているため、対戦怪獣もゴジラの魅力を出す要素の1つと位置づけられている。
物語は、地震や台風のような自然災害的存在とされるゴジラに対し、人類がいかに対抗するかを描くことに重点が置かれている。また、内閣官房副長官が率いる危機管理情報局 (CCI) に加え、ゴジラ予知ネットワーク (GPN) という民間団体が登場する。

## ストーリー
濃霧に覆われた北海道根室市では、異常な不漁が続き、漁船「第三北海丸」が行方不明になっていた。そこに破壊された第三北海丸を咥えてゴジラが突如出現し、濃霧によって列車が停車していた根室駅周辺を破壊する。ゴジラ予知ネットワーク (GPN) を主宰する篠田雄二は、娘のイオや科学雑誌『オーパーツ』の記者である一ノ瀬由紀らと共にゴジラと間近で遭遇し、発電所を破壊するその姿に「ゴジラは人間の作り出すエネルギーを憎んでいるのではないか」と感じる。
数日後、鹿島灘沖の日本海溝の海底にて強い磁力を帯びた岩塊が発見され、それに新しいエネルギー資源の可能性を見出した危機管理情報局 (CCI) の宮坂四郎は局長の片桐光男に引き上げを進言するが、岩塊は引き上げ作業中に自力で浮上する。最深部での堆積物を分析した結果、6千万年前から7千万年前の隕石にして地球外の物体と推定された岩塊の内部には、地球外生命体の存在が推測される。
ゴジラは太平洋を南下し、茨城県の東海村の原子力発電所を狙う危険性が高まる。片桐は久慈川の河口に自衛隊の90式戦車を中心とした重火器部隊を布陣させ、上陸したゴジラを新兵器「フルメタルミサイル」で打倒しようと図るが、その戦闘中に海上から岩塊が飛翔してゴジラに波動を放つ攻撃を始める。ゴジラも放射熱線でこれに応戦した結果、相討ちとなってゴジラは海へ去り、岩塊は金属質の本体の一部を露出させた状態で北浦の水郷地帯に墜落し、その動きを止める。
東海村の海岸線に残されたゴジラの足跡から皮膚片を採取した篠田は、ゴジラの細胞が持つ治癒能力に着目し、宮坂を通じてCCIの設備を用いた解析を進めようとするが、片桐は条件として篠田が持つゴジラの情報開示を要求する。ゴジラの細胞を再分析した篠田は、その組織内から強力な個体形成能力と治癒復元能力を行う形成体を発見し、オルガナイザーG1と名付ける。
翌朝、CCIによって電磁ネットで拘束されていた岩塊は太陽光を受けて動き始める。外側に付着していた岩を振動で払い落として巨大UFOと化したそれは、幕張を経由してCCIの観測ヘリコプターを撃墜しつつ西新宿に飛来し、『オーパーツ』編集部が入っているオペラシティ・タワーの屋上に着底する。夜になるとUFOは不可視の触手を伸ばし、タワー内のスーパーコンピュータにクラッキングを仕掛けてゴジラに関する情報を集めると同時に、周囲の大気組成を変え始める。
片桐はUFOを危険と見なし、ブラスト・ボムでの破壊を決断する。爆破直前のタワーにとどまってUFOの狙いを探っていた由紀に代わり、篠田は検索中の情報をコピーしたモバイルパソコンを持って脱出を試みる。篠田が残っていると知りつつも延期を要請する宮坂や由紀の声を無視し、片桐は爆破を強行する。
ブラスト・ボムによるダメージをまったく受けなかったUFOは、地球の大気を自分たちの適したものに変換して自らのミレニアム（千年王国）を築くことを、パソコンへのジャックを通じて宣言する。UFOによって崩壊したタワーからの脱出に成功した篠田は、UFOにいる生命体ミレニアンの目的が「地球を自分たちに適した環境に作り替えること」と、「長い時間で失った肉体をゴジラのオルガナイザーG1によって取り戻すこと」であると片桐たちに語る。そんな折、東京湾にゴジラが出現し、UFOがいる西新宿を目指す。
ミレニアンは不可視の触手によってゴジラのオルガナイザーG1を吸収し、巨大な宇宙怪獣「オルガ」に変貌する。オルガはゴジラとの同化すら目論んでその上半身をも飲み込むが、ゴジラは放射熱線のエネルギーを体表から一気に放つ体内放射でオルガを爆殺したうえ、篠田たちのビルに残っていた片桐をビルごと怒りのままに撃破する。なおも新宿を破壊していくゴジラを止められる者は誰もいないまま、物語は幕を下ろす。

## 登場怪獣
ゴジラ

### 宇宙怪獣 オルガ
宇宙人ミレニアンが、ゴジラの細胞の自己再生能力を司る因子「オルガナイザーG1」を取り込んだが、その作用によって力を体内で制御できなかった結果、ゴジラの形質に負けて変異・怪獣化してしまった姿。拳は肥大化しており、長い両脚部は2本のカギ爪とミレニアンよりも1本多い3本の指、魚のヒレのような尻尾が特徴でディテールは左右非対称と、いびつな姿をしている。鈍重な外見に反して四肢の強靭な筋力による敏捷な動きで、空中高くジャンプが可能なほどの身軽な体と跳躍力を有する。殴り合いや噛みつきなどの接近戦を得意とする。左肩には、搭乗してきた飛行体と同じく波動発射口の穴があり、同様の波動光線を放つことができる。波動発射口を発光させて周囲の物体を宙に浮遊させる超念動攻撃（念動力）や、飛行体の残骸を遠隔操作することも可能。オルガナイザーG1を取り込むことによって非常に高い再生能力を得ており、ゴジラの放射熱線によって左肩部を丸々吹き飛ばされるほどの重傷を負っても、即座に肉体を再生してしまう。その反面、攻防ともに高くはなく、生き残るためにゴジラにより近い存在になろうとする。
ゴジラとの肉弾戦中にオルガナイザーG1を吸収し、鱗のようなものも生え始めてゴジラのような体表や体色と化す。最終的には首の付け根まで大きく裂けた口を開け、触手のある膜を口から広げてゴジラの上半身を包み込んで丸飲みしようと同化を図り、背びれまで獲得してゴジラ化しようと変態を続けるが、ゴジラの体内放射によって頭部を爆破され、死亡した。胴体も後に倒れ込んだ後、風化して黒い粉に変化して崩れ去った。
- 関連書籍などではノーマル状態を「フェイズI」、ゴジラを飲み込んで同化しかけている状態を「フェイズII」と記述している[出典 28]。

制作
デザインは酉澤安施と岡本英郎が担当。決定稿はなく、岡本の検討稿をベースに改稿が繰り返され、酉澤の検討稿が最も造型に近いものとなった。最終的なデザインは、造型時に粘土原型により定められた。フェイズIのデザインは特殊技術の鈴木健二の要望で茶系の色合いとなり、マケットの写真にデジタルで着色したほか、フェイズIIのデザインは西川伸司が上半身のディテールをフェイズIの画像に加筆したものが用いられた。広がる触手のギミックも別途に描かれている。このほか、海棲の軟体動物を彷彿とさせるものや、刺胞動物のような突起物を持ったもの、タコの足やクラゲを彷彿とさせる触手を持ったデザインも描かれた。ミレニアンとUFOが合体したイメージのデザインの方向性となっている。アメリカ版『GODZILLA』（1998年）に登場するゴジラがモチーフとなっており、本作品の特殊技術を担当した鈴木健二や造形を担当した若狭新一には、「日本のゴジラがアメリカのゴジラを倒す」という意識もあったという。鈴木は、吸収したゴジラの怪獣らしさと、未知の宇宙人という要素を組み合わせることに苦労したと語っている。本来はオルガナイザーG1の影響を受けて最終形態となる形があったが、その手前で止まる形にしているものの、その先もまだ変化していくという構想であるという。
造型はスタートレインが担当。着ぐるみはフェイズIのものと、フェイズIIのものが作られた。前者は、パーツ流用によりもう1体のフェイズIIへ改修された。頭部にはラジコン操作による口の開閉ギミックがあり、腕は爪が可動するものと固定されたものを使い分けている。スーツアクターが持ちやすいように腕が加工されている。そのほか、着ぐるみを一部流用して同サイズのカポック製爆破用モデルも作られた。フェイズIIの口元の触手は造形物にはなく、CGで合成された。
絵コンテを担当した西川は、知的生命体であることを意識し、オルガに人間的なリアクションをとらせている。

撮影・演出
皮膚には水などをスプレーしてヌメヌメ感を出している。
身体の一部がゴジラの放射熱線によって吹き飛ぶシーンでは、接近撮影で2台のカメラが使用されている。

その他の作品に登場するオルガ
『ゴジラ FINAL WARS』の劇中では、バンクーバーの子供がオルガのソフビ人形で遊んでいるシーンがある。
アニメ映画『GODZILLA』の前日譚を描く小説『GODZILLA 怪獣黙示録』では、2022年5月11日にトルコに上陸したとされる。体組織から地球外由来の成分が検出されたため、一説には古代に地球に飛来したまま眠っていた宇宙生命体とも言われているが、ゴジラの近似種あるいはゴジラから直接派生した怪獣だとする説も存在している。当時のトルコではアフリカを追われた難民を大量に受け入れており、上陸地のイズミルには国内最大の難民キャンプがあったために軍の対応が遅れ、アンカラまで被害を受けた。公式の推定死傷者数は約115万人とされ、比較的軽微な怪獣災害として扱われているが、そこに含まれていない難民まで合わせると死者は1,000万人を超えたとも言われている。

#### ミレニアン
巨大UFOに乗って6,000万年前から地球に侵入していた宇宙生命体。長い宇宙航行の間に肉体を失い、それに耐えるために体組織を変化させて不定形生命体となり、量子流体化することで生存している。
鹿島灘沖の日本海溝にUFOとともに沈んでいたが、しんかい6500のサーチライトを受けて復活する。千年王国を築くために地球征服を企み、地球の大気を自身の適したものに改造しようと目論む。UFOがゴジラからオルガナイザーG1を吸収することで元の肉体を取り戻したが、ゴジラ以外の生物ではオルガナイザーG1を制御できず、怪獣オルガに変化する。
オルガに変化する直前には、タコ型火星人を彷彿させる光る粒子が中に漂う半透明な体色をした姿を見せる。身体の形状は巨大飛行体、前後に長い頭部（本体）はUFOに似ており、身体の下部から6本の触手が生えているほか、左右の触手が腕、中央の1本と後ろの3本が体を支える足としての役割を持つ。先は二股に分かれており、指のようになっている。オルガに変化した際には、左右の触手が鋭い3本爪を持つ腕、残りの触手は足や尻尾などになった。由紀は「彼ら」、篠田は「奴ら」と複数形で呼んでいることから一個人ではなく、集団が一つの個体に合体したものであるとされる。
漫画版では地球人と同じ姿であり、地殻変動で滅んだ母星から全住民を脱出させるための苦肉の策として、全住民の意識を一つの流体に移植したことによって量子流体化し、失った肉体を取り戻すことを目的としてオルガナイザーG1を求めたと設定されている。こちらは複数の人型ミレニアンがオルガナイザーG1で肉体を取り戻しかけるが、制御できずオルガに変異してしまう。
制作
ミレニアンの設定は、UFOを登場させるという案から脚本家の三村渉が量子流体とエーテル体を結びつけた形のない宇宙人を発想し、肉体を欲してゴジラを襲うという展開となった。しかし、ゴジラが悲劇的な宇宙人を倒すと観客が宇宙人側に同情してしまうことを避けるため、地球自体も改変しようとする侵略者としての要素が加えられた。また、絵コンテを担当した西川伸司は、オルガ（ミレニアン）とゴジラとの戦いを人間とクマの戦いに例えており、力の差が圧倒的なため、遠距離から銃を使うのと同様にUFOや光線でアウトレンジから戦っていると説明している。
デザインは西川伸司が担当。鈴木の要望に基づき、古典SFでのタコのような宇宙人の姿をイメージしており、古典的なシルエットだが解剖学的なアイデアが細部に盛り込まれている。鈴木は受け狙いの意図もあったといい、侵略者としての動向とのギャップを出すために愛着のわく形にしたかったと述べている。酉澤安施もデザイン案を描いていたが、単なるタコ型にならないよう意識していたため、完成デザインがシンプルなタコ型になったのは予想外であったという。
造形物はなく、CGで表現された。撮影現場では、木の板に描かれた絵を用いている。鈴木は、CGが思うような動きにならず、時間がかかったと述懐している。

## 登場人物
篠田 雄二（）
本作品の主人公。ゴジラ予知ネットワークの主宰で、実家の篠田酒造に拠点を構えている。37歳。
宮坂とは以前大学で教鞭を執っていた時からの知り合い。ゴジラの研究を独自に進めている。ゴジラを倒そうとするのは人間の思い上りだと考えており、それゆえゴジラ抹殺を目論む片桐に反発する。宮坂とともにゴジラ細胞を調べ、再生能力の根源要素を見つけて「オルガナイザーG1」と命名する。
ゴジラ観測・研究には熱心に取り組む一方、酒造の仕事は社員たちに一任している様子で、フロントガラスが割れたワゴン内での由紀に対する気遣いの仕方など、ざっくばらんとした性格の男でもある。男手1人で娘のイオを育てている。
- 監督の大河原孝夫は、篠田のモデルとして第1作『ゴジラ』に登場した山根博士を挙げており、ゴジラを敵として捉えるのではなく、ゴジラの存在そのものの意味合いを追求する点を踏襲している。ゴジラに立ち向かう主人公としての要素は、映画『ツイスター』を参考にしている。実家が酒造であるなどの設定は、実在する研究者をモデルとしている。
- 演じる村田雄浩は、篠田のゴジラに対する想いは自身のゴジラへの興味や憧れと重なっていると感じたことから、内面部分は作り込まず、自身の想いをそのままぶつけたという。また、髭を生やしたことで強く出られる安心感を得てゴジラと相対することができたといい、本作品では髭に助けてもらったと語っている。
- 篠田がGPNスタッフへ電話するシーンの撮影では、村田は当初へりくだった感じで演じていたが、大河原は篠田について本来は思いやりのある気の優しい男だが、ゴジラについてだけは貪欲に情報を欲しがるところがあるとして、必要以上に優しく演じる必要はないと助言した。

片桐 光男（）
内閣官房副長官で、危機管理情報局 (CCI) の局長。38歳。
篠田とは同じ大学に在籍していた旧知であり能力も認めていて、CCI設立の際に宮坂とともに加入させようと考えていた。しかし「ゴジラは倒すべき敵である」という信念が篠田の持論とは互いに相容れず断念している。
自ら現場に赴いて対ゴジラ作戦を立案・監督し、人命を尊重することも視野に入れて指揮を執るが、飛行体が占拠したシティタワーを爆破する際には、篠田が調査データをパソコンに入力するために入ったのを承知の上で爆破するなど、冷酷非情な面を見せる。東海村に出現したゴジラを巧みな指揮で追いつめるが、飛行体の乱入によって取り逃した後、ミレニアン撃破の指揮も執るが、切り札のブラスト・ボムは通じずミレニアンの脅威を目の当たりにする。さらには、新宿に現れたゴジラとミレニアン=オルガの戦いとオルガの死、そして迫り来るゴジラを見ても逃げることをかたくなに拒否し、最後は逃がそうとする篠田を殴り飛ばしてゴジラと至近距離でにらみ合い、ゴジラの名を絶叫して足場の崩落で死亡する。
- 片桐について大河原は、篠田とはゴジラに魅せられた男という点で本質的に同じであるため、ゴジラについて意見が一致することもあるが、ほんの少し見方がずれていることが立場や生き方の違いもあり、両者のギャップになったと述べている。片桐の最期についても、篠田はゴジラの強さを認めているから逃げることを恥じないが、片桐はゴジラから一歩も引かないことが彼の生き様であったと述べている。このシーンでは、片桐が劇中で初めてタバコを吸うことで、立場を忘れて個人に帰ったことを示している。従来のクライマックスは、みんなが対策本部に籠って、映像を見ているということになりがちであったが、生でできるだけ見たいという片桐のキャラクターのため、ビルの屋上と設定された。シナリオでは、ゴジラに片桐が踏み潰されるというものであったが、片桐は対UFOのみがゴジラのリベンジと思っていたが、東海村の戦いでは、よくぞやってくれたなという、ゴジラの片桐に対する思いが、多分あったといい、監督の大河原は、ゴジラが決して行きがけの駄賃にしたものではなく、落とし前を付けに行ったという。
- 演じる阿部寛は、エリートでプライドが高い一方でゴジラに対する屈折した感情を内包するなど複雑な内面を持つやりがいのある役であったと述べている。大河原は、片桐のセリフのトーンに人間的な弱さを感じさせることを考えていたが、最終的にはゴジラに対して強く出た方が面白いという結論になり、ラストシーンも数パターン演じ分けていたもののゴジラに絶叫するかたちとなった。阿部は、ゴジラを見たままタバコに火をつけたいと考えていたが、実際には難しくタバコに視線を向けざるを得ず、そのことが唯一の心残りであったと語っている。

一ノ瀬 由紀（）
月刊『オーパーツ』の女性記者。25歳。
本人はコンピューター部門への配属を望んでいるようだが、ゴジラの取材を命じられて不満な様子。飛行体が来たときに逃げるよりもスクープといって屋上に行こうとするなど気が強すぎる面があるが、ついにはタワーに潜り込んでミレニアンの狙いを調べ上げる。最初は篠田親子のことを苦手としていたが、信念を持って研究を続ける篠田や父を心配するイオと協力するうちに親交を深めていく。
- 大河原によれば、脚本では由紀が研究室から去るシーンに「自立する女性みたいな感じ」と記されていたが、映像でそれを表現するのは難しかったと述懐している。演じる西田尚美は、由紀が篠田に恋愛感情を抱いているか大河原に訪ねたところ、よくわからないので考えなくていいと答えられたため、西田もそれ以降は意識しなかったという。
- 西田は、雑誌記者という設定から撮影前にカメラを借りて使い慣れたり、本作品のスチールカメラマンにカメラの扱いを教わるなどしていた。パソコンも由紀が使う機種を借りて練習していたが、撮影ではあまり活用されなかった。運転シーンのためにペーパードライバー講習にも通ったが、撮影では普段できない運転方法が面白く、調子に乗ってカメラマンを轢きそうになったという。西田は、役のイメージから撮影前に髪を短くすることも考えていたが、根室のシーンで髪が乱れる演出があるため、切らないこととなった。

高田（）
陸上自衛隊の第1師団長。東海村に出現したゴジラに、対戦車ヘリや戦車部隊、さらには新兵器フルメタルミサイルによる攻撃を行うが、飛行体の乱入で失敗してしまう。

篠田 イオ（）
篠田雄二の一人娘。12歳。小学生だが篠田の助手として、計器の扱いからGPNの契約の担当までさまざまな面で活躍し、料理などの家事もこなす（得意料理はコロッケ）。GPNに都合のいい契約を巧みに結ぶ、情報の入ったMOをすり替えて宮坂に渡すなど、大人にも臆することなく駆け引きができる。
- 脚本を担当した柏原寛司は「もっとイオのことを描きたいとかいろいろあった」と振り返っている。
- イオという名前は、木星にある衛星に由来しており、生前に天文学者だった母が名付けた。

宮坂 四郎（）
片桐の右腕であるCCI幹部で、篠田とは大学で教鞭を執っていたころからの友人。42歳。
優れた科学者であり、篠田とともにゴジラ細胞の解析を行い、オルガナイザーG1の存在を突き止めた。冷徹な研究者としての顔も垣間見せる一方、次々に起こる出来事に驚きの声を上げてばかりで掴みどころがないが、海底資源の発掘調査も担当しており、その過程で堆積物に包まれた巨大飛行体を発見し、ミレニアンを復活させてしまう。篠田とはこの研究や事件を通して改めて親交を深め、後半では由紀を捜索している篠田のために独断で通行許可を出すほか、ミレニアンごと爆破しようとした片桐のことを大声を張り上げて制止しようとする。
- 宮坂を演じた佐野史郎は、宮坂が第1作『ゴジラ』の山根博士に心情的に近いキャラクターだと考えており、ネクタイを直すシーンなど山根博士をオマージュした演技を取り入れている。大河原は、宮坂を夢中になると無分別になる人物としつつ、マッドサイエンティストではなく自らの過ちに気づくことができる振り幅のあるキャラクターであると述べている。

## 登場兵器・メカニック

### 架空
フルメタルミサイル
危機管理情報局（CCI） が自衛隊と共同して開発した対ゴジラ専用の新鋭ミサイル。ミサイルには爆薬の類は入っておらず、硬度の高い金属を使って標的の装甲を徹甲弾のように貫通させるいわゆる運動エネルギーミサイルであり、幾重にも重ねられた厚さ10メートルの鉄筋コンクリートを貫通することができる。
ゴジラに対しては通常兵器よりもダメージは与えていたが表皮を抉られる程度で体内奥に到達する前にミサイルが耐えられず爆発、それほど効果はなかった。
- デザインは、美術助手の瀬下幸治が担当。設定は、フルメタルジャケット弾や徹甲弾をイメージしている。監督の大河原孝夫は、自衛隊の兵器は宇宙っぽい突飛なものにはしたくなかったと述べている。

フルメタルミサイルランチャー
兵員輸送車を改造した73式装甲車の上部に2連装ミサイルランチャーを装備したもの。
- ミニチュアは、サイズの異なるものが複数台制作された。ミサイルとランチャーは実物大で製作された。実物大セットは、ランチャー部がエアシリンダーで可動する仕様となっており、美術の清水剛によれば実際に動かしたところ自衛隊員から拍手が起きたという。

ブラスト・ボム
- 全高：1.8メートル
- 直径：2.7メートル（脚部展開時）
- 砲口直径：0.7メートル

側面から自衛隊の攻撃を支援する対ゴジラ兵器としてCCIが開発した新型の単一指向性爆弾。本体内部に蓄積された爆発のエネルギーを単一方向に集中させて大爆発する。リベット・ガンで固定され、起動・爆破させるためには本体側と、カードキーを挿した起爆装置側それぞれのテンキーにパスワードを入力して幾重もの防護を解かなければならない。
東海村の原子力発電所を狙って上陸してきたゴジラが自衛隊の攻撃に応じずに原子炉を目指した場合の次善策として久慈川河口周辺の土中に埋設されたが、このときには使用されずに終わっている。その後、西新宿のオペラシティ・タワーを占拠した巨大飛行体に対し、自衛隊の特殊工作隊がタワーの最上階である54階に5基を設置し攻撃するが、有効なダメージを与えるには至ってはいない。
- デザインは美術の清水剛が担当。当初、清水はドラム缶を半分に切ったような形状と想定していたが、大河原からの要望により人間大のものとなった。起爆装置はリアリティを重視し、ボタン1つではなく何重にもロックされたものとしている。造形物は、重量が100キログラムにおよぶ。本体は実物大のサイズで製作され、爆破口の角度が調整可能。

Gセンサー
CCIが開発した円筒状のゴジラ探知用装置。しんかい6500によって日本近海の海底に設置される。

巨大UFO
鹿島灘沖の日本海溝最深部で発見された宇宙船。滅亡した母星に代わる新たな居住地を求めて宇宙空間を彷徨っていたが、6 - 7千万年前に地球に漂着してきたが、太陽光をエネルギー源としているため、光の届かない日本海溝最深部に着陸してそのまま活動を停止していた。
機体上面左側と下部に波動発射口があり、ゴジラをも吹き飛ばす強力な光線やゴジラの動きを封じるほどの圧力を持ち、超高層ビルを一撃で木っ端微塵に破壊する波動を放射する。銀色の装甲は非常に強固。発見した宮坂は強い磁力を持った物質でウランを超える新しいエネルギー資源になると考え、片桐と共に岩塊の正体は隕石ではないかと推測していた。
発見されたときには堆積物に包まれた岩塊のような外観であったが、しんかい6500があてたサーチライトの光で起動。CCIに引き上げられる中で海面へと自力で浮上し、日光を吸収してエネルギーを充填した上で飛翔。東海村上空に飛来し、自衛隊と交戦中のゴジラを襲うが相討ちとなる。墜落したところを自衛隊により拘束されるが、天候の回復とともに再起動。自衛隊による拘束もたやすく振りほどき、機体を覆う堆積物もすべて振り落す。その後、西新宿に飛来し、オペラシティ・タワーの屋上から伸ばした見えない触手でスーパーコンピューターをハッキングして人類側の情報を集めるとともに、自分たちの生存に適した大気の改造を行い、地球の乗っ取りを図る。自衛隊のブラスト・ボムによる爆破も受け付けず、各所のモニターに映像を写し、自らの千年王国を作ると宣言。上陸したゴジラと再戦し、UFOを破壊されると水銀のように液化した状態の本体が出現し、ケーブルで物理的に捕縛したところを見えない触手でゴジラの体内からオルガナイザーG1を吸収し、そのエネルギーがミレニアンとなる。
ミレニアンがオルガに変異した直後、一時的に動きを止めていたところをゴジラの放射熱線によって両断されるが、オルガがゴジラと戦いを始めるとミレニアン＝オルガの遠隔コントロールを受けてタックルや砲撃を行うが、最終的には各個撃破されている。
制作
当初のプロットでは、ガス雲が地球に近づいてくるという展開であったが、大河原は既存の作品との類似性を感じ、最初から地球に存在したという設定を提案し、これが採用された。また、最初から宇宙船然とした姿で登場するのではなく堆積物と強い磁力によって岩塊とすることで、後からゴジラの熱線で姿が明らかになった際の面白さを重視している。
新宿でのゴジラとの戦いは、肉弾戦を行うことができないため、ケーブルを用いての戦闘となった。絵コンテを手掛けた西川伸司は、自身が過去に参加した『ゴジラvsビオランテ』で登場怪獣のビオランテが街中で暴れなかったことを不満に感じていたといい、そのイメージを入れ込んだと述べている。企画段階では、念動力でビルを引っこ抜いたゴジラにぶつけるなどの案も検討されたが、やりすぎて現実味がなくなることを懸念し不採用となった。数値設定の兼ね合いから、造型物を用いてゴジラと同じセットに入れて撮影することはできなかった。
デザインは西川伸司が担当。海底の岩塊から出現するという設定のため、アンモナイトやオウムガイなど、殻を有する頭足類をイメージしたものや、2匹のアンモナイトが合体したもの、特殊技術の鈴木健二の希望でオニギリ型の三角形に近いもの、などが描かれた。酉澤安施と岡本英郎による検討案も存在した。
造型はまっちばこうが担当。オープン撮影では、3.6メートルの造形物が用いられ、クレーンで操演された。セットでは、飛行体の3尺モデルと岩塊の4尺モデルが用いられた。そのほか、岩塊とUFOの中間形態のものが3種類の大きさで作られた。最初にゴジラと対峙するシーンでは、デジタル合成によりゴジラよりも大きなサイズで映されている。
幕張上空を飛行するシーンのみフルCGで描写された。岩塊は約100分の1の大きさのものが作られ、UFOが岩塊から出現した場面では、スタッフが手作業で岩塊が剥がれる様子を演出している。岩塊が浮上するシーンでは、小プールが使えなかったため、穴を浅い大プールに掘って深くしており、水しぶきを大型扇風機によってリアルに演出している。

### 実在
自衛隊
90式戦車
74式戦車
96式装輪装甲車
87式偵察警戒車
82式指揮通信車
73式装甲車
73式中型トラック
73式小型トラック
高機動車
偵察用オートバイ
発煙機3型
1トン半救急車
F-15J戦闘機（F-15Jイーグル）
AH-1S対戦車ヘリコプター（AH-1S ヒュイコブラ）
OH-6D観測ヘリコプター
64式7.62mm小銃
機雷
CCI
CCI専用ヘリコプター（センサー輸送ヘリ）
CCIセンサーバードを用いてゴジラの探索を行う。

調査船かいれい
実在する調査船。各種機材を積み込み岩塊の調査を行っていたが、朝になって飛び立った岩塊によってマストを倒されてしまう。
- 海上のシーンは、実物を撮影することができなかったため、スチール写真を合成している。

しんかい6500
海洋科学技術センターに属する実在する深海探査艇。Gセンサーの設置と海底資源の調査に使用される。
- 架空の潜水艇とするデザインも用意されていたが、リアリティを重視し実在のものが用いられることとなった。ミニチュアは新規に造型された。内部描写はセットで撮影されたが、実物の形状では画にならないためコクピット風にアレンジしている。セット内のメーター類は、しんかい6500の担当者からの要望により松本零士作品をイメージしたものとなっている。

GPN
篠田の4WD
GPNの移動拠点となる車両。ゴジラ探知のための様々な機器を搭載している。
- ベース車両はトヨタ・ナディアで、撮影スケジュールなどの都合から同型のものを2台用いている。新型であったため企画段階では運輸省の認可が下りておらず、撮影直前に認可が下りて突貫で制作された。

篠田のオートバイ
4WDに搭載されている小型バイク。

## 設定
ゴジラ予知ネットワーク
通称・GPN (Godzilla Prediction Network)。主宰の篠田雄二がゴジラを「災害」として認識し、その活動を予知して被害を最小限に抑えるために全国のゴジラに関する人々を集めて設立した民間のゴジラ情報機関。篠田の実家である篠田酒造に本部が置かれ、篠田親子自らがゴジラの出現予定地点に、観測機器や短距離移動用のバイクを満載した4WDで日本全国どこへでも出向き、ゴジラの観測・出現予知を独自に行い、兆候が少しでもあれば、ゴジラの被害を減少させるために誤報だとしても恐れずに警告を発する。
能力的な限界は官製のCCIなどに比べればあるものの、福島や松島など日本全国に約300人の法人会員（スタッフ）が散在しており、篠田親子の活動は彼らからの情報提供によるところが大きい。入会希望者は入会費20万円を支払い、誓約書を書いて法人会員となる。法人会員はさらに月会費5万円を投資し、企業戦略を練るのが主な活動内容である。マスコミによる密着取材には初回は取材費のみだが、取材継続の際には同団体の法人会員とならなければいけない規約がある。また、篠田親子の活動時に交通費などの雑費をすべて立て替えてサポートするという、格安個人会員コースも存在する。
- GPNの設定は、実在する会員制の地震予知グループをモデルとしている。脚本を担当した三村渉は、海岸線の情報を得るため会員には漁師や漁協職員が多いと想定している。

篠田酒造
東京都内に所在する木造の古めかしい酒蔵で、篠田親子の実家。蔵の片隅には、パソコンなど数台の限られた機器で固まっているGPNの本部が存在する。
- 外観は東村山市の造り酒屋を用いており、GPN本部周りはセットで撮影された。脚本では、様々な部屋の描写があったが、ロケ先の酒蔵に屋根裏部屋があったことからそこをGPN本部とし、他の部屋の描写もそこに集約されることとなった。セットは、イオが台所から本部へ上がるシーンをワンカットで撮影するため、立体的な作りとなっている。

危機管理情報局
通称・CCI (Crisis Control Intelligence Agency)。

シティタワー
新宿副都心にある超高層ビルで、上階部分には由紀たちが勤めている雑誌会社オーパーツの編集部が入居している。48階にはスーパーコンピューター、51階には展望レストランがある。
後に巨大飛行体に占拠され、これを破壊するためのブラスト・ボムと飛行体の波動で粉砕されてしまう。
- 外観の撮影には、東京オペラシティが用いられた。

オルガナイザーG1

## キャスト
- 篠田雄二[出典 66]：村田雄浩
- 片桐光男[出典 67]：阿部寛
- 一ノ瀬由紀[出典 68]：西田尚美
- 師団長・高田[出典 69]：中原丈雄
- 篠田イオ[出典 70]：鈴木麻由
- 防衛官僚・権野[出典 71]：大林丈史
- 科学技術庁・塩崎[出典 72]：並樹史朗
- 警備隊隊長・大川[出典 73]：木村栄
- GPNスタッフ・園田[出典 74]：ベンガル
- 篠田酒造の番頭[出典 75]：なぎら健壱
- オーパーツ編集長[出典 76]・石井[137][19]：石井愃一
- 東大教授・稲垣[出典 77]：中村方隆
- 内閣調査室・皆川[出典 78]：篠塚勝
- オーパーツ記者[出典 79]：榊原利彦
- 灯台の所員[出典 80]（灯台の職員[4]、灯台員[141]）：近藤芳正
- 東海村原発所長の声[出典 81]：上田耕一
- パーティの客A[出典 82]：二瓶鮫一
- 調査船の作業隊長・後藤[出典 83]：新納敏正
- 京大教授・佐々木[出典 84]：木澤雅博
- CCIスタッフA[出典 85]：大森嘉之
- 下町のオヤジ[出典 86]：中沢青六
- 高田付幹部[137]（自衛隊幹部[4]、自衛隊第1師団・本田[146]）：大久保運
- 高田付幹部[137]（自衛隊幹部[4]）：児玉徹
- GPNスタッフ・松島の若者[123]（木村[147]）：本田大輔
- 特殊工作班の隊員[123]：桜井勝
- CCIスタッフB[出典 87]：田中優樹
- CCI女性職員[123]：吉川美咲
- Xビルの通信員A[123]：岡真志
- 片桐付CCI幹部[137]（CCIの職員[4]、危機管理情報局幹部[149]）：酒井健太郎
- 潜水艇のクルーA[出典 88]：井上智之
- パーティの客B[123]：名取幸政
- CCIスタッフC[137]（CCIの職員[4]）：奈良朝洋
- 潜水艇のクルーB[123]：大文字祐介
  - 山梨益孝、高瀬歩、福永大剛、井上顕
  - 石田晃一、谷門進士、森田雅、山田洋
  - 高橋亜子、瀬崎友美、木村公一、菅沼美恵子
  - 白井俊史、松山真、豊下智大、谷畑聡
  - 岡孝俊、玉山博之、松原末成、鈴木雄一郎
  - 下村哲也、木村慶太、住吉俊千、金子基
  - 山崎弘暉、柘植順子、山田めぐみ
- 外国人レポーター[151]：シェリー・スゥエニー
  - SAM、放映プロジェクト、劇団ひまわり
  - 劇団東俳、テアトルアカデミー、稲川素子事務所
  - 根室市民、ゴジラサポーター
- 戦車隊隊長[出典 89]：西村雅彦
- 居酒屋のオカミ[出典 90]：阿知波悟美
- 漁師[出典 91]：でんでん
- 漁師[出典 92]：有薗芳記
- 列車の客[出典 93]：村松利史
- 列車の客[出典 94]：温水洋一
- 列車の客[出典 95]：安斎肇
- アナウンサー[123][154]（ラジオDJ[19]）：吉田照美
- アナウンサー[123][157]（ラジオDJ[19]）：小俣雅子
- レポーター[出典 96]（円盤リポーター[159]）：笠井信輔
- レポーター[出典 96]：こはたあつこ
- マスコミクルー[137][19]（取材クルー[4][160]）：松重豊
- 新宿のヤジ馬[出典 97]：デンジャラス
- 宮坂四郎[出典 98]：佐野史郎

### スーツアクター
- ゴジラ[出典 99]：喜多川務
- オルガ[出典 100]：伊藤慎

## スタッフ
- 監督：大河原孝夫
- 特殊技術：鈴木健二
- 脚本：柏原寛司、三村渉
- 撮影：加藤雄大
- 美術：清水剛
- 録音：斉藤禎一
- 照明：粟木原毅
- 編集：奥原好幸
- キャスティング：田中忠雄
- 助監督：宮村敏正
- 製作担当者：金澤清美
- 音楽：服部隆之
- 音楽プロデューサー：北原京子
- GODZILLAテーマ曲：伊福部昭[123][注釈 13]
- スタントコーディネート：釼持誠
- アシスタントプロデューサー：山中和成
- 音響効果：佐々木英世（東洋音響）
- アソシエイトプロデューサー：鈴木律子
- スクリプター：奥田真弓、青木順子
- 特殊技術
  - 撮影：江口憲一、村川聡
  - 特美：高橋勲
  - 照明：斉藤薫
  - 造形：若狭新一
  - 特効：渡辺忠昭、久米攻
  - 操演：鳴海聡
  - 助監督：近藤孔明
  - 製作担当者：前田光治
  - 制作進行：神南愛子、中山権正
  - デザインワーク：西川伸司、破李拳竜、酉澤安施、岡本英郎、酒井ゆうじ
- 視覚効果
  - スーパーバイザー：大屋哲男、岸本義幸、小野寺浩
  - プロデュース：小川利弘
- 製作：富山省吾
- 協力：防衛庁
- 東宝映画作品
- 配給：東宝株式会社

## イメージソング
「ランラン ゴジラン」
作詞：吉田一休、作曲：伊福部昭、編曲：ドミンゴス & 金子隆博、歌：ドミンゴス
「ゴジラのテーマ」に歌詞をつけた曲。テレビ東京系列『ゴジラTV』のオープニングテーマにも起用された。

## 製作
平成VSシリーズ終了後の1998年に公開されたハリウッド版『GODZILLA』は、興行的には成功を収めたものの、従来のゴジラのイメージとは大幅に異なるものであった（GODZILLA#評価を参照）。ハリウッド版に対する日本のファンの反応を察知した東宝プロデューサーの富山省吾は、アメリカ版との違いをアピールするには早く日本の本来のゴジラを作るべきだと思い、7月の同作の日本での公開直後に日本版ゴジラの再開を8月に企画し、本作品の製作に至った。当時のゴジラシリーズとしては最高となる12億円の製作費が投入された。
監督は、VSシリーズで3作品を手掛けた大河原孝夫が担当。プロデューサーの富山は、従来のような監督と特技監督の二人の監督制では、時間的にそれぞれのパートを最初から分担するという形が理想的な体制で、絵コンテの立て方や脚本についての意見などを二人でやっていく形だが、先に片方が撮って後追いで片方が撮るため、ズレがどうしても出てきてしまうことから、その場でそのズレがなくなるまで話し合うには、全体をとらえる総監督が必要であったという。特殊技術は、VSシリーズの川北紘一に替わり、前年に『モスラ3 キングギドラ来襲』でデビューした鈴木健二が務めた。
第1作の『ゴジラ』を大前提として受け継ぐものの、VSシリーズとは全く異なる展開を計ることをコンセプトに、企画をゼロから考えていく作業が始まった。製作にあたっては「初代ゴジラの再生」と初期の東宝特撮映画に見られた「謎と脅威」を基本理念としている一方、新解釈によるゴジラのデザインや海外SF作品のモンスターを彷彿とさせるオルガのデザインなど、新たな要素も取り入れられている。タイトルの『2000』は東宝、『ミレニアム』はプロデューサーの富山が付けたもので、後者には一作目との区別を付けているほか、これからゴジラの王国が新しい千年紀に入る時にあるという意味で、ゴジラは千年生きる不滅のスターであるという想いも込められている。
ゴジラが登場するのにふさわしい場所として、「恐怖映画は霧」ということから、霧が出る根室と、日本の原発が誕生した地である東海村が本作品の舞台となった。
ゴジラを撮影したカメラのフィルムが感光してしまうなど、現実的な放射線の影響を示す描写も存在する。ただし、脚本を手掛けた柏原寛司は、登場人物に防護服を着用させたり、ゴジラの出現場所が立ち入り規制されることが報道されるなどの描写も検討していたが、作品内容との兼ね合いから過度のリアリティは避けたとしている。
ラストシーンは、ゴジラによる都市破壊がなおも続いている状態でエンドロールを迎えるという従来にないものとなっており、VSシリーズで定番化していた海へ帰るというラストシーンとの差別化を図るとともに、ゴジラが人間の味方ではないことを強調し、その脅威を示している。宮坂四郎役の佐野史郎は、本作品は問題提起で終わっており、新しいシリーズのプロローグであったと評している。

### 製作体制の変化
前年の『モスラ3 キングギドラ来襲』までの平成期の東宝特撮映画は、本編が東宝映画、特撮は東宝映像美術がそれぞれ受け持っていたが、本作品からは予算の一元管理とクオリティ統一のため東宝映画が一括して制作する体制となった。編集装置も『モスラ3』まではアナログ機器が用いられていたが、本作品からはAVIDのデジタル編集ソフトが導入された。
これまでのシリーズとはまったく異なる世界観を構築するためには多角的な視点が必要であるとして2人の脚本家が登用されている。柏原寛司、三村渉の両名は平成VSシリーズから引き続いての参加であった。両者は富山から提示された「怖いゴジラ」「ゴジラの謎」というテーマをもとに、主に三村がSF要素を、柏原が人間ドラマを提案していった。実作業としては、物語の起承転結で担当を振り分け、起と結を三村が、承と転を柏原がそれぞれ担当した。また、監督の大河原は、初めに読んだ脚本が少し満足ができないものであったため、大河原が考えた基本構想をたたき台に脚本づくりをしてもらったという。基本的な方向は1998年11月半ばに決定し、検討用のシナリオが同年12月半ばに出来上がった。翌年には監督の鈴木と大河原が加わり、シナリオをさらに練り直して、絵コンテを描く作業が同年4月に入った。これまで絵コンテは本編と特撮別々に作成されてきたケースが多かったが、本作品では両者が綿密な打ち合わせを重ねることで、本編と特撮が一体となった映像づくりとなっている。本作品以降、ゴジラシリーズでは「特撮監督」の呼称を廃し、「特殊技術」としている。富山は、本来映画を作り上げるのは1人の監督であるべきだと述べている。絵コンテは、VSシリーズでも特撮絵コンテを手掛けた破李拳竜に加え、VSシリーズや平成モスラシリーズにデザイナーとして参加していた西川伸司も初めて担当した。
VSシリーズではビスタサイズだった画面が、本作品からはフルフレーム撮影された35mmフィルムをシネマスコープサイズに切り出したスーパー35方式となっている。プロデューサーの富山は、できるだけ画面を広く使いたいということと、新たな映画としてスタートするということの一つの現れとして、シネスコサイズの画面になったという。

### 配役
キャスティングについて富山は、俳優としてのパワーを際立たせることができる人物を求め、全体的に大人っぽいイメージでまとめたと述べており、それぞれ役柄の中で自分の持ち味を発揮し、功を奏したと評している。
篠田雄二役の村田雄浩は、ゴジラシリーズへは3度目の出演となった。大河原は最初から村田のイメージがあったといい、一ノ瀬由紀役の西田尚美ともども庶民派な部分を大事にしたかったと述べている。監督の大河原は髭を生やした村田をイメージキャストで挙げており、特殊技術の鈴木も黄桜酒造のCMに出演していた村田をイメージしていたといい、イメージの時点で符合していたという。
イオ役の鈴木麻由は、本作品が映画初出演であった。
戦車隊隊長役の西村雅彦は、ゴジラを愛好していたことから本作品へ出演したとされ、大河原は楽しんで現場をやってくれる人は歓迎すべきことだと語っている。
番頭役のなぎら健壱は、大河原からの要望により起用された。大河原は、当初なぎらの役どころをUFOが飛来したときに映る下町のおやじと考えていたが、なぎらのキャラクターを最大限に活かすには食い足りないと感じ、急遽番頭の役を設けた。そのため、なぎらの演技はほとんど大河原によるアドリブであった。

### 撮影
1999年6月10日に本編がクランクインし、同年8月11日にクランクアップ。同年6月11日に特撮がクランクインし、同年8月24日にクランクアップした。CG、デジタル合成などのポストプロダクションは同年11月半ばまで続いた。
迫力のある映像構図へのこだわりが見られ、ヘリコプターでの空撮にゴジラを合成するなどCGも効果的に使われた。また、基本的に着ぐるみによって表現されるのが主だったゴジラが水中を泳ぐシーンで、シリーズとしては初のフルCGで描かれた作品でもある。その一方で、根室上陸シーンでは実物大造形物で破壊描写を表現したり、浜辺のゴジラの足跡はパワーショベルで実物大のものを掘削して再現するなど、実写にこだわったシーンもある。
防衛庁の協力もシリーズ最大級のものとなった。検討段階では空母を登場させる案などもあったが、最終的にはリアリティのある兵器描写に留められた。
根室のロケでは霧が出ず、風も強かったためスモークも使用できなかったことから、霧は合成で処理された。大河原によれば、ロケに同行していた合成スタッフが進言してくれたことが助けになったという。実物大の鉄塔は、実際に鉄で作られており、俳優と絡む部分のみ木製となっている。当時の漁船はFRPやグラスファイバーで作られているものがほとんどであったが、本作品の実物大セットは落ちたときにバラバラになるようあえて木製とした。居酒屋のセットでは、建物全体を揺らすために従来のスプリングではなく空気圧式のアクチュエータを用いている。居酒屋がゴジラの尾で壊されるシーンは、ユンボのアームを尾に見立てて実際にセットを壊しており、美術の清水剛はユンボのオペレーターの動作が正確でとても上手かったと評している。
篠田らがトンネルでゴジラに襲われるシーンは、丹沢の韮尾根トンネルで撮影しており、土砂崩れは実際に土でトンネルの片側を埋めている。トンネル内にはスタント用のジャンプ台も設けていたが、撮影時は雨天となり車が思うように進まず、スタントが成功したときには拍手喝采となったという。
F-15Jイーグル戦闘機が由紀とイオの後方から飛んでくるシーンではヘリコプターを使用して強風を起こしている。
ラストシーンでのXビルの屋上セットは、俳優による撮影をスタジオで行った後、ゴジラにより破壊されるギミックを仕掛けたものに飾り変えられ、後からゴジラの顔アップやオルガの大爆発などを合成している。従来の倒壊用セットでは柱をワイヤーで引っ張るという方法が主であったが、この方法では仕掛けが数か所に及ぶうえ倒れない柱も出てしまうため、本セットでは柱に関節を設けて確実に外れる仕様となっている。
西新宿でのシーンのエキストラ撮影は、8月7日に横浜ビジネスパークで行われた。
ミニチュアセットは、ゴジラの身長設定が変更されたことに伴い1/25スケールとなり、VSシリーズ時代のような全体セットは作ることができず、ビルなど部分的なセットを飾り変えて撮影している。これについては、過去作品のミニチュアが処分されてしまったため、1から作り直さなければならないという事情もあった。鈴木は、セットが狭くなったものの、逆に自由度があってよかったと述べている。シティタワーは、1/25スケールではスタジオに入り切らないため、全体のミニチュアは1メートル大の小型のものとなり、爆破シーンは壊し用のミニチュアを上半分と下半分で別に制作し、それぞれグリーンバックで撮影したものを合成している。
海底での岩塊のシーンでは、鈴木の要望によりマリンスノーをCGで加えている。

### 音楽
音楽は、『ゴジラvsスペースゴジラ』以来2度目のゴジラシリーズとなる服部隆之が担当。東京湾でのゴジラの出現シーンでは、伊福部昭によるゴジラのテーマも用いている。服部は、『vsスペースゴジラ』では曲が軽くなってしまい、伊福部の楽曲と調和が取れていなかったことを唯一の後悔として挙げており、本作品では音色重視の作りとし、前回からの流用もない。
本作品ではゴジラの主題とオルガの主題の2つを楽曲の柱としている。ゴジラの主題は、服部がラッシュフィルムを最初に観た際に浮かんだ旋律を用いている。オルガの主題は、シンセサイザーや打ち込みによるパーカッションを用いて、飛翔感の雰囲気をつけつつ、実態がつかめない漠然としたイメージを表現している。映画音楽評論家の小林淳は、前者について「アクに欠けるが憶えやすい」と評している。
ラストシーンでのコーラスは、大河原からの要望により入れられたもので、服部は構成に迷ったため大河原に判断を委ねたという。
本作品の楽曲について小林は、「表現音楽・状況音楽を細かく配置したウェルメイドな音楽」と評しており、「肩に力が入りすぎた様子もなく、ある種飄々とした仕上がりだった」と述べている。

## 評価
シリーズ最終作と銘打たれた前作からわずか4年での復活となったが、配給収入は9億円で、平均17億円であったVSシリーズにはおよばず、正月映画の目標である10億円にも届かなかったことから、富山省吾はとても厳しい結果であったことを語っている。富山によれば、ゴジラファンからの評価は得られたものの、ゴジラを知らない幼児層が「恐いから観たくない」と述べていたことにショックを受けたといい、制作側がゴジラを誰もが観たがっているという想定で制作したのが大きな過ちであったと述懐している。VSシリーズで特技監督を務めた川北紘一は、平成モスラシリーズからドタドタとスライドしていったのが気の毒であったといい、明確な意図が見えず試行錯誤をしているうちに終わってしまったと評している。
アメリカでは『ゴジラ』（1984年）以来15年ぶりに劇場一般公開されたゴジラシリーズ作品となった。2000年8月18日から北米2,111館で上映され、全米のマスコミからは「これぞ、エンターテイメント。ビッグな奴が帰ってきた！」などと評されたが、興行的には振るわず、最終的な興行収入は約1,000万ドルとなった。また、劇中のBGMが多数変更されているうえ、セリフもスラングを多用したり改変が行なわれたりしている。米国公開版は、後に日本でもデーブ・スペクター総監修による日本語字幕スーパー版としてお台場シネマメディアージュで2000年11月11日から17日まで、1週間の特別興行が行われた。
書籍『ゴジラ大辞典』では、片桐やオルガを「科学の傲慢」の象徴と捉え、ゴジラがこれを打ち砕くことで、人間の兵器に負けるゴジラを描いた『GODZILLA』に対するアンチテーゼであると解釈している。書籍『ゴジラ映画音楽ヒストリア』では、監督や脚本家が平成VSシリーズと同じで、ゴジラ映画としての肝を抑えた内容であったためか、新鮮味はなく新機軸のゴジラというコンセプトがぼやけたと評している。

## 映像ソフト化
いずれも東宝ビデオより発売。
- VHSは2000年6月9日にレンタルが開始[188]、同年12月21日にセルビデオが発売された[189][158]。
- DVDは2000年12月21日にジュエルケース版が発売[189][158]。国内シリーズ初のDVD化であった[158]。オーディオコメンタリーは佐野史郎ほか[158]。
  - 2005年4月22日発売の「GODZILLA FINAL BOX」に収録されている[190]。
  - トールケース版DVDは2008年6月27日発売。
  - 2014年5月14日には「ゴジラ60周年記念版」として期間限定の廉価版が発売[191]。
  - 2016年6月15日、東宝DVD名作セレクション版発売[192]。
- Blu-rayディスクは「ゴジラ60周年」を記念して2014年7月16日に発売[193]。

## ノベライズ
- 柏原寛司、三村渉『小説 ゴジラ2000(ミレニアム)』カドカワ・エンタテインメント、1999年。ISBN 4047881414。

脚本を担当した柏原・三村の両名によりノベライズされている。
映画の登場人物を深く掘り下げた内容となっており、またミレニアンが如何にして地球にたどり着いたかが詳しく説明されている。反面、東海村での戦いまでに多くの紙幅が割かれており、それ以降の展開はほとんど描写されない。

## コミカライズ
瀧村もんどによるコミカライズが、2000年1月25日に小学館てんとう虫コミックススペシャルより発売された。

## イベント
ゴジラ・フォーエヴァー展（1999年11月18日 - 30日）
東武百貨店池袋店にて開催。ゴジラカフェも併設された。